# Ravine Derrière Lagoon
Die Ravine Derrière Lagoon (dt.: „Bach hinter der Lagune“) ist ein kurzer Fluss an der Westküste der Karibikinsel St. Lucia.

## Geographie
Der Fluss entsteht im Westen der Insel im Gebiet von Bois D’Inde aus dem Zusammenfluss der kleinen Bäche Bois d’Inde Ravine und Ravine Douce. Dann verläuft er am Südrand des Tales des Roseau River bis Pilori Point, wo er durch eine Schotterbarriere in die Roseau Bay versickert, beziehungsweise durch Teilungsläufe in den Roseau River nach Norden entwässert.